# Marcella Frangipane
Marcella Frangipane (Palermo, 10 ottobre 1948) è un'archeologa italiana.
Docente di Preistoria e Protostoria del Vicino e Medio Oriente all'Università "La Sapienza" di Roma, già direttrice della Scuola di Specializzazione in Archeologia Orientale della stessa università dal 2000 al 2003 e membro del Consiglio della Scuola Dottorale di Archeologia, Sapienza Università di Roma. Insegna anche Strategies and Methods of Archaeological Research per il corso di laurea magistrale in Scienze e Tecnologie per la Conservazione dei Beni Culturali (Facoltà di Scienze) e per il master europeo Erasmus Mundus ‘Archaeological Materials Science’.
Dal 1990 è direttrice della Missione Archeologica Italiana in Anatolia Orientale, con gli scavi nel sito di Arslantepe-Malatya, uno dei Grandi Scavi dell'Ateneo romano, che è stato oggetto di una mostra presso i Mercati di Traiano a Roma. 
Dal 2001 è membro corrispondente del Deutsches Archäologische Institut di Berlino. Nel 2013 è stata eletta Foreign Associate Member della National Academy of Sciences americana, attualmente unica umanista e unica donna italiana ad avere avuto questo importante riconoscimento. È membro corrispondente dell’Accademia Nazionale dei Lincei, e membro dello scientific board del  .
Fra le sue principali ricerche archeologiche si ricorda, oltre alla giovanile partecipazione alla Missione Paletnologica Congiunta nella Valle di Teotihuacan, in Messico, la vice-direzione sul campo della Missione per Ricerche Preistoriche in Egitto (1977-1983), più precisamente degli scavi nel sito Tardo Predinastico di Maadi e la direzione scientifica degli scavi di salvataggio del sito turco di Zeytinli Bahçe, nella provincia di Şanlıurfa.
Il progetto di scavi ad Arslantepe, dove M.F. ha lavorato per più di 40 anni, è divenuto il cuore delle sue attività di ricerca. I risultati ottenuti hanno orientato i suoi interessi scientifici verso problematiche quali la nascita delle prime società gerarchiche, della burocrazia e dello Stato nel Vicino Oriente, con particolare riferimento al mondo anatolico e mesopotamico.
È stata coordinatrice nazionale di progetti di ricerca COFIN e PRIN, e co-direttrice di unità di ricerca in un Progetto Nazionale FIRB.
È direttrice della rivista d’Ateneo ORIGINI e Editor di due Serie Monografiche, «Arslantepe» e «Studi . Preistoria Orientale» (SPO), tutti pubblicati da Sapienza Università di Roma. Collabora alle riviste accademiche Ancient Near Eastern Studies (Melbourne), Paléorient (Parigi), Anatolia Antiqua (Istanbul-Parigi), ISIMU, Near East and Egypt Magazine (Madrid), TÜBA-AR (Istanbul), SPAL (Sevilla).

## Opere
È autrice di 160 pubblicazioni su riviste e volumi a diffusione internazionale, e autrice/curatrice di 4 volumi monografici:
- M. Frangipane, La nascita dello Stato nel Vicino Oriente, Laterza, Roma-Bari 1996, 2005 (II ed.)
- M. Frangipane ed., Arslantepe, alle Origini del Potere, Electa 2004.
- M. Frangipane, P. Ferioli, E. Fiandra, R. Laurito, H. Pittman (M. frangipane, ed.), Arslantepe Cretulae. An Early Centralised Administrative System Before Writing, ‘Arslantepe’ vol. V, Università di Roma La Sapienza, Roma, 2007.
- Frangipane M. (ed.), Economic Centralisation in Formative States. The Archaeological reconstruction of the economic system in 4th millennium Arslantepe,  SPO 3, Sapienza Università di Roma, Roma, 2010.
- Dal 2011 al 2018 Editor in Chief della Rivista Origini
- Editor di due Serie Monografiche dell'Università di Roma Sapienza:  «Arslantepe» e  «Studi Di Preistoria Orientale» (SPO)

## Premi e riconoscimenti
- 2001 - Membro Corrispondente del Deutsches Archäologische Institut di Berlino
- 2011 - Dottorato Honoris Causa conferito dall'Università di Malatya (Turchia)
- 2013 -  Foreign Associate Member of National Academy of Sciences, USA[2]
- 2015 - DISCOVERY AWARD dallo International Shanghai Archaelogic Forum
- 2015 - Premio Vittorio De Sica per la Scienza (Archeologia)
- 2017 - Premio "P. Rotondi" ai Salvatori dell'Arte
- 2017 - Membro Corrispondente dell'Accademia Nazionale dei LIncei
- 2018 - Corresponding Member of the Archaeological Institute of America